# Vanderburgh County
Das Vanderburgh County ist ein County im US-amerikanischen Bundesstaat Indiana. Im Jahr 2010 hatte das County 179.703 Einwohner und eine Bevölkerungsdichte von 295,6 Einwohnern pro Quadratkilometer. Der Verwaltungssitz (County Seat) ist Evansville.

## Geographie
Das County liegt fast im äußersten Südwesten von Indiana am Ohio River, der die Grenze zu Kentucky bildet. Es hat eine Fläche von 611 Quadratkilometern, wovon drei Quadratkilometer Wasserfläche sind. An das Vanderburgh County grenzen folgende Nachbarcountys:
|              | Gibson County               |                |
| Posey County |                             | Warrick County |
|              | Henderson County (Kentucky) |                |

## Geschichte
Das Vanderburgh County wurde am 7. Januar 1818 aus Teilen des Gibson County, Posey County und des Warrick County gebildet. Benannt wurde es nach William Henry Vanderburgh (1760–1812), einem Offizier der Kontinentalarmee im Amerikanischen Unabhängigkeitskrieg und späteren Richter im Indiana - Territorium.
Im Vanderburgh County liegt eine National Historic Landmark, die Angel Mounds. Insgesamt sind 95 Bauwerke und Stätten des Countys im National Register of Historic Places eingetragen (Stand 4. September 2017).

## Demografische Daten
Nach der Volkszählung im Jahr 2010 lebten im Vanderburgh County 179.703 Menschen in 72.843 Haushalten. Die Bevölkerungsdichte betrug 295,6 Einwohner pro Quadratkilometer.
Ethnisch betrachtet setzte sich die Bevölkerung zusammen aus 86,2 Prozent Weißen, 9,1 Prozent Afroamerikanern, 0,2 Prozent amerikanischen Ureinwohnern, 1,1 Prozent Asiaten sowie aus anderen ethnischen Gruppen; 2,3 Prozent stammten von zwei oder mehr Ethnien ab. Unabhängig von der ethnischen Zugehörigkeit waren 2,2 Prozent der Bevölkerung spanischer oder lateinamerikanischer Abstammung.
In den 72.843 Haushalten lebten statistisch je 2,31 Personen.
22,2 Prozent der Bevölkerung waren unter 18 Jahre alt, 63,4 Prozent waren zwischen 18 und 64 und 14,4 Prozent waren 65 Jahre oder älter. 51,8 Prozent der Bevölkerung war weiblich.

Das jährliche Durchschnittseinkommen eines Haushalts lag bei 42.404 USD. Das Prokopfeinkommen betrug 24.112 USD. 15,2 Prozent der Einwohner lebten unterhalb der Armutsgrenze.

## Ortschaften im Vanderburgh County
| City - Evansville | Town - Darmstadt |

Census-designated places (CDP)
- Highland
- Melody Hill

Unincorporated Communities
| - Armstrong - Belknap - Country Club Meadows - Cypress - Daylight - Earle - Elliott | - Harwood - Hillsdale - Inglefield - Kasson - Knob Hill - Lakewood Hills - Martin | - McCutchanville - Mud Center - Nisbet - Rahm - Red Bank - Saint Joseph - Saint Wendel | - Smythe - Stacer - Stringtown - Vaughan |

## Gliederung
Das Vanderburgh County ist in acht Townships eingeteilt:
| Township           | Einwohner (2010) | FIPS     |
| ------------------ | ---------------- | -------- |
| Armstrong Township | 1599             | 18-02188 |
| Center Township    | 39.007           | 18-11674 |
| German Township    | 7441             | 18-27486 |
| Knight Township    | 67.945           | 18-40212 |
| Perry Township     | 25.092           | 18-59166 |
| Pigeon Township    | 29.799           | 18-59670 |
| Scott Township     | 8528             | 18-68472 |
| Union Township     | 292              | 18-77696 |